# Вознесенская церковь (Гребенац)
Вознесенская церковь (серб. Црква Вазнесења Господњег) — православная церковь в селе Гребенац общины Бела-Црква Южно-Банатского округа Воеводины. Относится к епархии Дакии Феликс Румынской православной церкви. Памятник культуры Сербии большого значения.
Храм был построен в 1722 году, когда село было населено сербами. Во второй половине XVIII века Гребенац стал преимущественно румынским поселением. В храме сохранились три иконы 1746 года: Святой Троицы, Богородицы и Архангела Гавриила. В 1976 году они были реставрированы. Иконостас, Богородичный и архиерейский троны сделаны в барочно-классицистском стиле в 1811 году. Автор икон в иконостасе неизвестен.
Храм представляет собой прямоугольную постройку. С западной стороны расположен притвор с надстроенной барочной колокольней. Церковь значительно перестраивалась. Возле храма сохранилось несколько надгробий, которые являются остатками старого кладбища.